# Abborrtjärnen (Lillhärdals socken, Härjedalen)
Abborrtjärnen är en sjö i Härjedalens kommun i Härjedalen och ingår i Ljusnans huvudavrinningsområde.